# 潘叔嗣
潘叔嗣（？—956年），朗州人，南楚軍事人物。

## 簡介
潘叔嗣為人果斷勇敢，能與周行逢、張文表配合，三人常常互相配合，相輔相成。
顯德元年（954年）五月，任岳州（今湖南岳陽）團練使。王逵攻陷朗州後，派潘叔嗣殺害劉言。王逵過岳州時，潘叔嗣厚具燕犒，奉事甚謹。王逵的左右屢向潘叔嗣索賂，潘叔嗣不肯多給，左右遂向王逵誣指潘叔嗣有叛變之意，王逵對他不假辭色，潘叔嗣恐懼。
顯德三年（956年）二月，潘叔嗣先發制人，偷襲朗州，在武陵城外殺死了王逵。潘叔嗣自量不能服人，派團練判官李簡率朗州將士、官吏，到潭州迎周行逢入朗州，自認為周行逢會任命自己為武安軍節度使。眾人建議周行逢以潭州授潘叔嗣。周行逢說：“叔嗣殘殺了主帥，其罪當滅族，可以原諒的地方，得了武陵而不占有，卻給了我。如果立即讓他當節度使，天下人都會說我跟他是同謀，我要怎麼自我澄清呢！應該暫時讓他當個行軍司馬，明年再授以節鉞，就可以了。”於是以衡州刺史莫弘萬權知潭州，率眾入朗州，自稱武平軍、武安軍留後，並陳報予後周朝廷，以潘叔嗣為行軍司馬。
潘叔嗣一怒之下，稱病不願就職。周行逢說：“行軍司馬是我曾經擔任的，權力與節度使相當，叔嗣還不滿意，是想殺了我麼？”有人勸周行逢以潭州一職相誘，誘騙他前来，並把他拘捕，周行逢同意。潘叔嗣得到此職後感到欣喜，立刻就要前往，他的心腹認為有詐而阻止，潘叔嗣自恃素來跟周行逢像是兄弟一樣，兩人相當親近，不生疑心地前往。周行逢還遣使者在道路上迎候潘叔嗣，出來慰勞，相見甚歡。
潘叔嗣入內謁見，還沒到大廳，周行逢就遣人抓住他，立於庭下，責怪說：“你做個小軍官，沒有甚麼大功勞，主帥王逵破格任用你為團練使，你卻反而殺了王逵。我以昔日之情，不忍殺你，還讓你當行軍司馬，你怎麼敢違抗、不接受我的命令呢？”潘叔嗣自知不免一死，只請求不要株連自己的一族。周行逢於是斬殺潘叔嗣。